# UFC on ESPN: Poirier vs. Hooker
UFC on ESPN: Poirier vs. Hooker (también conocido como UFC on ESPN 12 y UFC Vegas 4) fue un evento de artes marciales mixtas producido por Ultimate Fighting Championship que tuvo lugar el 27 de junio de 2020 en las instalaciones del UFC Apex en Enterprise, Nevada, parte del área metropolitana de Las Vegas, Estados Unidos.

## Antecedentes
El evento estaba inicialmente programado para celebrarse en el Frank Erwin Center de Austin, Texas. Debido a la pandemia de COVID-19, el presidente de la UFC, Dana White, anunció el 9 de abril que, a partir de UFC 249, todos los eventos futuros se posponían indefinidamente. El evento habría marcado la cuarta visita de la promoción a Austin, después de UFC Fight Night: Cowboy vs. Medeiros en febrero de 2018. El 21 de mayo, la UFC anunció la cancelación del evento en Austin.
El combate de Peso Ligero entre el ex Campeón Interino de Peso Ligero de la UFC, Dustin Poirier, y Dan Hooker encabezó el evento. Anteriormente se esperaba que la pareja encabezara un evento el 16 de mayo en San Diego, California. Ese evento se canceló de hecho el 20 de abril, después de que la Comisión Atlética del Estado de California (CSAC) ampliara la moratoria de los eventos deportivos de combate hasta el 31 de mayo debido a la pandemia de COVID-19.
Inicialmente estaba previsto un combate en el Peso Mosca Femenino entre Alexa Grasso y Ji Yeon Kim. Sin embargo, el combate fue reprogramado y tendría lugar el 29 de agosto en UFC Fight Night: Smith vs. Rakić.
Se esperaba que Ian Heinisch se enfrentara a Brendan Allen en el evento. Sin embargo, Heinisch se retiró del combate a mediados de junio alegando una lesión y fue sustituido por el recién llegado a la promoción Kyle Daukaus.
Para este evento estaba previsto inicialmente un combate de Peso Mosca Femenino entre la ex Campeona de Peso Mosca de Invicta FC Jennifer Maia y Viviane Araújo. Sin embargo, el combate se reprogramó a mediados de junio y se trasladó a UFC Fight Night: Brunson vs. Shahbazyan, el 1 de agosto, después de que ambos participantes se enfrentaran a restricciones de viaje relacionadas con la pandemia del COVID-19.
Estaba previsto un combate en el Peso Gallo Femenino entre Aspen Ladd y la ex aspirante al Campeonato Femenino de Peso Gallo de la UFC (también medalla de plata olímpica en lucha) Sara McMann. Sin embargo, el combate se canceló después de que Ladd sufriera una lesión y se viera obligada a retirarse del evento, tras romperse el ligamento cruzado anterior (LCA) y el ligamento colateral medial (LCM) en el entrenamiento.
Estaba previsto un combate de Peso Capturado entre Sean Woodson y Kyle Nelson. Sin embargo, Nelson fue retirado del evento debido a un problema de visa y sustituido por Julian Erosa.
Estaba previsto un combate de Peso Mosca Femenino entre Miranda Maverick y Mara Romero Borella. Sin embargo, Maverick se vio obligada a retirarse por una lesión y el combate se canceló.
Ramiz Brahimaj tenía previsto enfrentarse a Takashi Sato en el evento. Sin embargo, Brahimaj fue retirado del combate durante la semana previa al evento por precaución, después de que un esquinero suyo diera positivo por COVID-19. El recién llegado a la promoción, Jason Witt, entró como sustituto para enfrentarse a Sato.

## Premios de bonificación
Los siguientes peleadores recibieron bonificaciones de $50000 dólares.
- Pelea de la Noche: Dustin Poirier vs. Dan Hooker
- Actuación de la Noche: Julian Erosa y Kay Hansen

## Pagos reportados
La siguiente es la remuneración reportada a los peleadores según la Comisión Atlética del Estado de Nevada (NSAC). No incluye el dinero de los patrocinadores y tampoco incluye las tradicionales bonificaciones de la UFC por "noche de pelea". El pago total revelado para el evento fue de $1,140,000 dólares.
- Dustin Poirier: $300,000 dólares (incluye $150,000 dólares de bonificación por la victoria) derr. Dan Hooker: $110,000 dólares
- Mike Perry: $180,000 dólares (incluye $90000 dólares de bonificación por la victoria) derr. Mickey Gall: $50000 dólares
- Maurice Greene: $60000 dólares (incluye $30000 dólares de bonificación por la victoria) derr. Gian Villante: $75000 dólares
- Brendan Allen: $28000 dólares (incluye $14000 dólares de bonificación por la victoria) derr. Kyle Daukaus: $12000 dólares
- Takashi Sato: $28000 dólares (incluye $14000 dólares de bonificación por la victoria) derr. Jason Witt: $12000 dólares
- Julian Erosa: $28000 dólares (incluye $14000 dólares de bonificación por la victoria) derr. Sean Woodson: $12000 dólares
- Khama Worthy: $28000 dólares (incluye $14000 dólares de bonificación por la victoria) derr. Luis Peña: $27000 dólares
- Tanner Boser: $24000 dólares (incluye $12000 dólares de bonificación por la victoria) derr. Philipe Lins: $80000 dólares
- Kay Hansen: $28000 dólares (incluye $14000 dólares de bonificación por la victoria) derr. Jinh Yu Frey: $14000 dólares
- Youssef Zalal: $24000 dólares (incluye $12000 dólares de bonificación por la victoria) derr. Jordan Griffin: $20000 dólares

## Consecuencias
El 5 de agosto, se anunció que la NSAC emitió una suspensión temporal para Luis Peña, después de que diera positivo por marihuana en sus exámenes previos a la pelea. El 3 de septiembre, la NSAC anunció que Peña había sido suspendido cuatro meses y medio y multado con el 15% del pago de su pelea. La reducción de la suspensión se debió a que el combate se celebró con poca antelación.